# Spuk (Erscheinung)

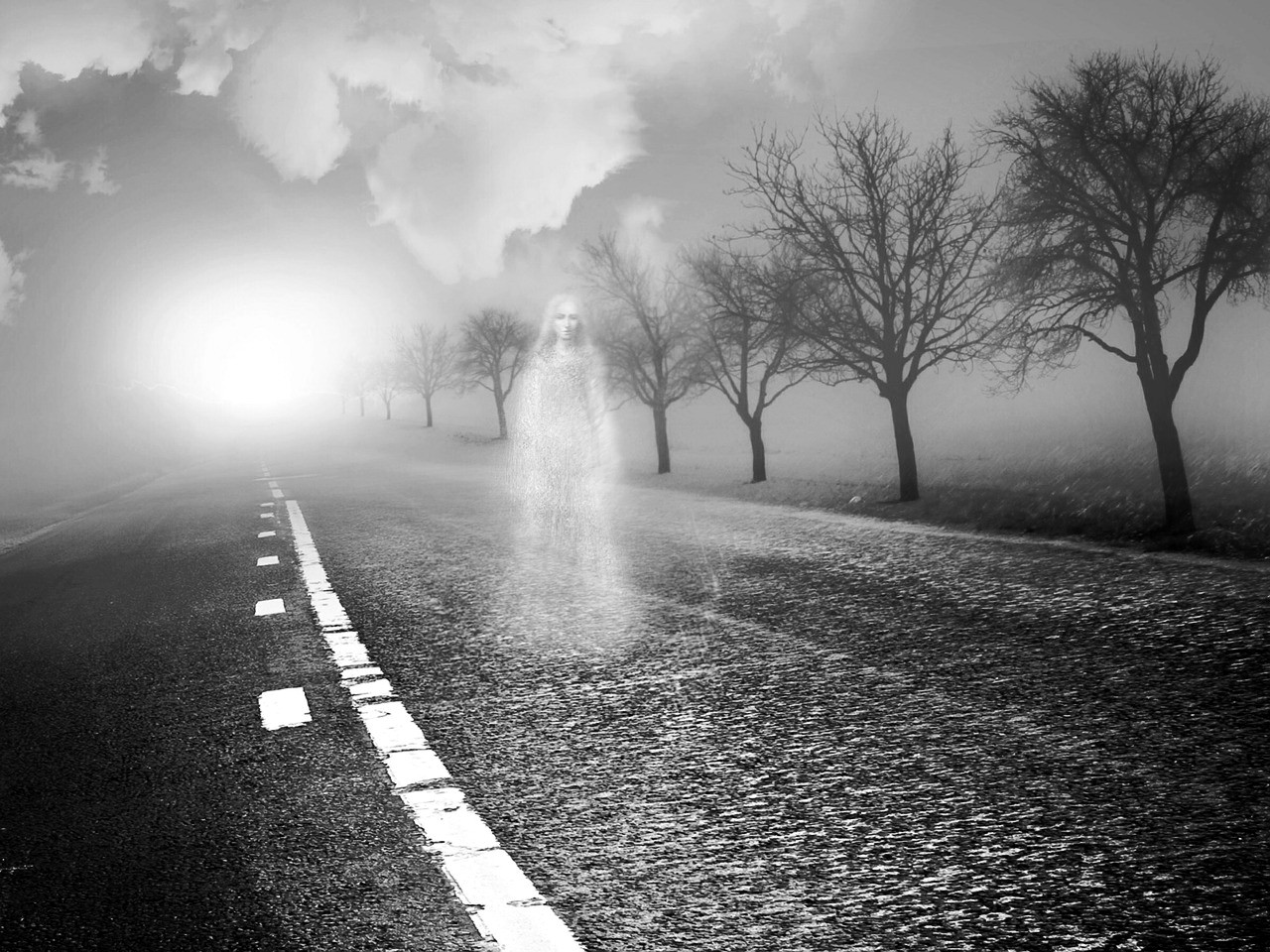
Künstlerische Darstellung einer Gespensterscheinung

Spuk ist eine Bezeichnung für nicht offensichtlich wissenschaftlich erklärbare, unheimliche Erscheinungen. Die Naturwissenschaft erklärt Spuk mit natürlichen Ursachen, als Illusion oder psychologischen Effekt. Nach Ansicht der Parapsychologie bleibt dagegen auch nach Anwendung aller natürlichen Erklärungen ein Rest unerklärlicher Phänomene, der als „sich wiederholende spontane Psychokinese“ (engl. „Recurrent Spontaneous Psychokinesis“, kurz RSPK) gedeutet wird. Weiter verweisen Parapsychologen darauf, dass es gelegentlich gelungen sei, Spukphänomene durch Ton- und Bildträger zu objektivieren.
Ferner sind Spukerscheinungen (zum Beispiel Gespenster) ein wissenschaftlicher Untersuchungsgegenstand der Volkskunde oder Kulturhistorik.

## Wortherkunft
Das hochdeutsche Wort „Spuk“ wurde im 17. Jahrhundert aus gleichbedeutend niederdeutsch spōk bzw. spūk übernommen. Die germanische Wurzel ist *spōk, von der auch dänisch spøg „Gespenst; Ulk“, und, über das Niederländische vermittelt, englisch spook „Gespenst, Spuk“ stammt. Zugrunde liegt vielleicht die indogermanische Wurzel *(s)peg-, *sp(h)eng- „strahlen“, zu der außergermanisch altpreußisch spanksti „Funke“, litauisch spingu „scheinen“, lettisch spigana „Drachen, Hexe“ und spiganis „Irrlicht“ gestellt werden können. Eine Ableitung vom niederdeutschen Wort spōk bzw. spök ist auch das Substantiv Spökenkieker „Geistergucker, Hellseher“.

## Personen- und ortsgebundener Spuk
Die Parapsychologie unterscheidet personengebundenen und ortsgebundenen Spuk. Beim personengebundenen Spuk lässt sich eine – oft entweder pubertierende oder sterbende – Person als Agent der Spukphänomene vermuten. Der ortsgebundene Spuk ereignet sich, anscheinend ohne lebenden Agenten, über Jahre, Jahrzehnte oder gar Jahrhunderte immer an demselben Ort. Ein Beispiel ist die in einigen Schlössern wiederholt beobachtete Weiße Frau. Personengebundener Spuk mit seiner eher kurzen Dauer wird, vor allem wenn er physisch-akustischer Natur ist, auch als Poltergeist-Phänomen bezeichnet, während ortsgebundener Spuk, oft ohne persönlichen Bezug zu bzw. ohne direkte Kommunikation mit den Beobachtern, manchmal auch als Spuk im engeren Sinne verstanden wird.

## Natürliche Erklärungsansätze

### Physische Ursachen
Unheimliche Geräusche in Gebäuden werden oft z. B. durch Tiere wie Mäuse, Ratten oder Marder (z. B. im Dachstuhl), durch Windstöße oder auch durch Materialspannungen aufgrund temperatur- und feuchtebedingter Ausdehnungs- und Schrumpfungsvorgänge hervorgerufen.
Zufallende Türen und Fenster, hin- und herschwingende Gardinen und ähnliche Erscheinungen lassen sich in den meisten Fällen auf Luftströmungen aufgrund von Temperatur- oder Druckunterschieden zurückführen.

### Psychogeographische Erklärung
Die psychogeographische Theorie beruht auf der Überzeugung, dass Spukhäuser und -schlösser oft eine „unheimliche“ Atmosphäre besitzen, die die Psyche und Wahrnehmung des Menschen beeinflussen. Ist man als Besucher eines solchen Ortes ohnehin angespannt, können physikalische Effekte wie ein kalter Luftzug, Magnetfelder oder Infraschall leicht Angstzustände auslösen. Dieser Erklärungsansatz wurde durch großangelegte wissenschaftliche Untersuchungen im Hampton Court Palace und im Edinburgh Castle unter Leitung des britischen Psychologen Richard Wiseman bekräftigt.

### Täuschungen
Einige berichtete „Spukerscheinungen“ wie manche Poltergeist-Erscheinungen (z. B. Chopper) lassen sich auch auf von lebenden Menschen betrügerisch ausgeführte Manipulationen zurückführen. Darüber hinaus werden auch Lügengeschichten und Zeitungsenten als Quelle der Informationen über Spuk angenommen.

## Übernatürliche Erklärungsansätze
In der Parapsychologie wurden folgende Theorien entwickelt, um diejenigen Spuk-Erscheinungen, die nach ihrer Ansicht nicht wissenschaftlich erklärbar sind, zu deuten:

### Die animistische Theorie
Die animistische Theorie (von lat. anima „Seele“) erklärt Spukphänomene als von Lebenden paranormal verursacht. Dies soll auf viele Poltergeistphänomene zutreffen; bei ortsgebundenem und manchmal über Generationen beobachteten Spuk wie etwa der „Weißen Frau“ in sogenannten Spukschlössern wird die animistische Deutung jedoch schwieriger.

### Der spiritistische Ansatz
Die spiritistische Theorie (von lat. spiritus „Geist“) geht davon aus, dass Spuk von unabhängigen Wesenheiten (Geistern) verursacht wird, konkret von Seelen Verstorbener, die noch immer auf Erden weilen und nicht bereit sind loszulassen bzw. zu sterben.
Die Anhänger Jakob Lorbers vertreten diesen Standpunkt. Sie gehen davon aus, dass keine gläubige „Christenseele“, dagegen öfter „ungläubige Menschenseelen“ sich spukhaft nach ihrem leiblichen Tod an ihrem gewohnten Lebensort in was auch immer für einer Form „bemerkbar“ machen.

### Verselbständigte psychische Anteile
Der österreichische Psychologe Alfred Freiherr von Winterstein (1885–1958) ebenso wie Marie-Louise von Franz formulierten unabhängig voneinander die Theorie, dass Spukphänomene von autonom gewordenen psychischen Komplexen Verstorbener verursacht würden. Winterstein zog in einem Aufsatz nach Anführung einiger Fallbeispiele das Fazit: Die Spukphänomene mit ihrer monotonen, automatischen Wiederholung ein und derselben Handlung erwecken den Eindruck, dass es sich hierbei nicht um das Ueberleben der ganzen Psyche handelt, sondern nur eines autonom gewordenen Vorstellungskomplexes, einer fixen Idee, einer Zwangsvorstellung, die zur fortwährenden Abfuhr und Realisierung durch die Spukerscheinungen […] drängt.
Ähnlich schrieb Marie-Louise von Franz, gestützt auf C. G. Jung: Spuk werde von verselbständigten Teilseelen bzw. abgespaltenen psychischen Komplexen Lebender oder Verstorbener verursacht, die sich halb intelligent, halb sinnlos oder störend verhielten.

### Gespeicherte psychische Eindrücke
Die englische Parapsychologin Eleanor Sidgwick vertrat die Ansicht, Gegenstände oder Häuser könnten seelische Energie aufnehmen und auf sensitive Menschen übertragen. Leicht abweichend vermutete Henry Habberly Price, emotionsgeladene seelische Eindrücke würden nicht in der Substanz von Gebäuden, sondern in einem „psychischen Äther“ zwischen Geist und Materie gespeichert (englisch: Psychic-ether-hypothesis). Die so gespeicherten Eindrücke könnten immer wieder wahrgenommen werden; so entstünde das typische Phänomen, dass viele Spukerscheinungen Krisenereignisse wiederholten. Die Naturwissenschaftlerin Fanny Moser erklärt die in manchen Spukfällen auftretenden sogenannten Mimikry-Geräusche – Geräusche, die die frühere Beschäftigung eines Verstorbenen nachahmen wie z. B. Schritte, Stühlerücken usw. – damit, dass Gebrauchsgegenstände psychische Energie aufnehmen könnten. Hans Bender vertrat die Ansicht, heftige Emotionen könnten eine örtlich gebundene Atmosphäre verursachen, die unabhängig vom Menschen existiere und paranormale Ereignisse verursache oder begünstige.
William G. Roll, Leiter der Psychical Research Foundation in Durham, North Carolina, erweiterte die Theorie gespeicherter psychischer Eindrücke zu einer Spektrumtheorie: Spuk könne zwar auf gedächtnisähnliche Spuren in der stofflichen Umgebung zurückgehen; daneben würden aber auch viele Spukphänomene vom Perzipienten (Wahrnehmenden) unbewusst selbst erzeugt, um emotionale Bedürfnisse zu befriedigen. Denn auch wenn Spuk manche Perzipienten in Angst versetze, seien viele Menschen mit ihren Spukerscheinungen glücklich. Daher gebe es ein Spektrum mit den paranormalen Eindrücken auf der einen und den Bedürfnissen des Perzipienten auf der anderen Seite.

## Nachtod-Kontakt und Medium
Manche glauben an Nachtod-Kontakte bzw. daran, dass sog. Medien Kontakte zu verstorbenen Menschen bzw. Geistern, die spuken können, herstellen können. Dieser sog. Mediumismus ist in Europa insbesondere stark in England, Wales und in der Schweiz verbreitet. In England und Wales gilt Medium als anerkannter Beruf mit eigener Gewerkschaft und eigenen Schulen und Ausbildungszentren. In England und Wales treten Medien in vielen Kirchen auf. In der Schweiz führen viele Medien eigene Praxen, treten auf großen Bühnen und im Fernsehen auf und arbeiten u. a. mit der Polizei für Ermittlungsarbeiten zusammen. In Brasilien werden Medien vom Staat anerkannt und deren Fähigkeiten genutzt. In Einzelfällen werden dort die Aussagen von Medien vor Gericht akzeptiert (s. Medium).

## Parapsychologische Beratungsstelle
Die von Walter von Lucadou gegründete Parapsychologische Beratungsstelle in Freiburg ist ein 1989 gegründeter Verein, der diese Phänomene mit naturwissenschaftlichen Methoden erforschen will. Menschen, die Erfahrungen mit Spuk, Gespenster, Esoterik usw. mitteilen, sich darüber informieren oder beraten lassen wollen, können sich an die Stelle wenden.

## Belege
1. ↑  Bonin, Spuk (siehe Literatur), S. 465. Der Begriff „Recurrent Spontaneous Psychokinesis“ wurde 1958 von William G. Roll geprägt, vgl. Scarlet Cheng u. a.: Geisterphänome. Köln: eco-Verlag 1999, S. 73.
2. ↑  Bonin, Spuk (siehe Literatur), S. 465.
3. ↑  Kluge, Etymologisches Wörterbuch der deutschen Sprache, 23. Auflage Berlin 1995, S. 784.
4. ↑  Niels Åge Nielsen: Ordenes historie. Dansk etymologisk ordbog. Kopenhagen 4. Aufl. 1989, S. 412 sowie etymonline zum Lemma „spook“
5. ↑  Duden, Das große Wörterbuch der deutschen Sprache in zehn Bänden, Bd. 8, Mannheim 3. Aufl. 1988, S. 3658f.
6. ↑  Bonin, Spuk (siehe Literatur), S. 465.
7. ↑  Wenn auch evtl. nicht unmöglich, vgl. dazu Bonin, Spuk (siehe Literatur), S. 465: Manche Autoren vermuten eine „Imprägnierung“ der betreffenden Lokalität; die „reine“ ASW-Hypothese nimmt an, daß die Erinnerung an ein paranormales Erlebnis telepathisch weitergegeben wird oder daß das Erlebnis retrokognitiv erfahrbar ist und bei entsprechend befähigten potentiellen Agenten zur jeweils neuen Auslösung des Spuks führt. Vgl. auch Werner F. Bonin: Artikel Animismus, in: Lexikon der Parapsychologie. München 1988, S. 26f.
8. ↑  Cheng u. a.: Geisterphänomene (wie Anm. 1), S. 22. Vgl. auch Werner F. Bonin: Artikel Spiritismus, in: Lexikon der Parapsychologie. München 1988, S. 463.
9. ↑  Winterstein, Psychoanalyse des Spuks (wie in der Literatur), S. 46.
10. ↑  Marie-Louise von Franz: Zahl und Zeit. Psychologische Überlegungen zu einer Annäherung von Tiefenpsychologie und Physik. 2. Aufl. Stuttgart: Klett, 1990, S. 248, wo es heißt: „Tatsächlich habe ich einmal bei der Analyse einer Frau, deren Bruder in einer unheilbaren Schizophrenie „zerfiel“, beobachten können, wie gleichsam Teilseelen dieses Bruders parapsychologische Spukphänomene in der Umgebung der Patientin bewirkten, und als ich Jung das mitteilte, erzählte er mir, daß er ähnliches öfters beobachtet habe und es daher für möglich halte, daß Teilkomplexe auch eines lebenden Menschen „spuken“ könnten“ (vgl. auch Jungs Dissertation, Zur Psychologie und Pathologie sogenannter occulter Phänomene, Leipzig 1902). Wenn sich dies durch weitere Beobachtungen als zutreffend erweisen sollte, so würde dies eines der größten Probleme der Parapsychologie neu beleuchten, nämlich, warum „Geister“ und „Spukphänomene“ sich oft so töricht, halb intelligent – halb sinnlos zu benehmen scheinen. Wenn sie nur Teilseelen sind, so wäre dies erklärt, denn von den psychischen Komplexen können wir nachweisen, daß sie einerseits eine gewisse Eigenintelligenz entwickeln können, zugleich aber auch sinnlose Störmanöver par excellence im psychischen Zusammenhang auszuüben lieben. Die so oft diskutierte Frage, ob in spiritistischen Sitzungen gewisse unbewußte Komplexe der Zirkelteilnehmer oder „wirkliche Geister“ erscheinen, wäre in dieser Sicht obsolet; es wären einfach autonome Komplexe, die entweder zu Lebenden oder zu Verstorbenen gehören können.
11. ↑  Cheng u. a.: Geisterphänomene (wie Anm. 1), S. 23, 30, 32.
12. ↑  H. H. Price: Haunting and the „Psychic ether“ hypothesis: with some preliminary reflections on the present condition and possible future of psychical research, in: Proceedings of the Society for Psychical Research 160 (1939), S. 307–343; vgl. Cheng u. a.: Geisterphänomene (wie Anm. 1), S. 23, 37.
13. ↑  Fanny Moser: Der Okkultismus. Täuschungen und Tatsachen. Band 2, München 1935, S. 929.
14. ↑  Cheng u. a.: Geisterphänomene (wie Anm. 1), S. 32f.
15. ↑  Cheng u. a.: Geisterphänomene (wie Anm. 1), S. 23, 37.